# Phrixocomes nexistriga
Phrixocomes nexistriga är en fjärilsart som beskrevs av Louis Beethoven Prout 1910. Phrixocomes nexistriga ingår i släktet Phrixocomes och familjen mätare. Inga underarter finns listade i Catalogue of Life.